# Droga A48(M)
Droga A48(M), nazywana także autostradą A48(M) (ang. A48(M) road, A48(M) motorway) – krótka autostrada w Wielkiej Brytanii. Oddano ją do użytku w 1977 roku, pierwotnie jako część autostrady M4. Od 1980 roku, wraz z przedłużeniem M4, stanowi jej odgałęzienie łączące Cardiff z Newport, gdzie kontynuacją trasy jest dwujezdniowa droga A48.
Autostrada nie posiada węzłów pomiędzy jej końcami.

## Poprzednie drogi A48(M)
Obwodnica Port Talbot o długości 6 mil (ok. 10 km), otwarta w 1966 roku, nosiła oznaczenie A48(M) przed włączeniem jej do M4 w kolejnej dekadzie. Na niektórych ówczesnych mapach drogowych fragment M4 stanowiący obwodnicę Morriston (część Swansea) także posiadał numer A48(M), jednak nie jest jasne czy był on nanoszony także na oznakowanie.